# Várda
Várda es un pueblo ubicado en el distrito de Kaposvár, en el condado de Somogy, Hungría.

## Superficie
Posee una superficie de 10,36 kilómetros cuadrados.

## Demografía
Hasta 2019 la población era de 417 habitantes, con una densidad de población de 40,25 habitantes por kilómetro cuadrado.